# Кирово (Белозерский район, Курганская область)
Кирово — деревня в Белозерском районе Курганской области. Входит в состав Светлодольского сельсовета.

## География
Расположена в 5 км к юго-западу от центра сельского поселения села Светлый Дол.

## Население
| 1989 | 2002 | 2010 |
| ---- | ---- | ---- |
| 107  | ↗123 | ↘75  |